# هنري فورد الثاني
هنري فورد الثاني (بالإنجليزية: Henry Ford II)‏ (4 سبتمبر 1917 - 29 سبتمبر 1987)، والمعروف أحيانا باسم «اتش اف 2» أو «هانك ذي ديوس»، الابن الأكبر لإدسل فورد وحفيد هنري فورد الأكبر. وكان رئيسا لشركة فورد للسيارات من 1945 إلى 1960، رئيس مجلس الإدارة والرئيس التنفيذي  ورئيسا لعدة أشهر بعد ذلك. ومن الجدير بالذكر أنه تحت قيادة هنري فورد الثاني، أصبحت فورد موتور كومباني شركة تجارية في عام 1956. وفي الفترة من 1943 إلى 1950، شغل أيضا منصب رئيس مؤسسة فورد.

## بداية حياته
ولد هنري فورد الثاني في ديترويت بولاية ميتشيجان في الرابع من سبتمبر 1917. شقيقاه هما بينسون وويليام وشقيقته جوزيفين. تخرج من مدرسة هوتشكيس في سنة 1936. ثم درس في جامعة ييل، وخلال سنوات دراسته كان ضمن طاقم إدارة مجلة «ذا ييل ريكورد» وهي مجلة هزلية كانت تُعلق في حرم الجامعة، لكنه ترك المجلة قبل أن يتخرج في سنة 1940.
بعد وفاة والده في مايو 1943، وخلال الحرب العالمية الثانية، خدم في البحرية الأمريكية ولم يستطع إدارة أعمال العائلة، مما اضطر جده إلى إدارة الشركة.

## الحياة الخاصة
تزوج هنري فورد الثاني ثلاث مرات، وكانت المرة الأولى في سنة 1940 عندما تزوج آن ماكدونل، وحظى معها بثلاثة أطفال هم شارلوت وآن وإيدسل فورد الثاني. وتم الطلاق في سنة 1946، وفي نفس السنة تزوج للمرة الثانية بكريستينا فورد، إلا أن الطلاق تم بعد عقد تقريبًا. أما زوجته الثالثة، كاثلين دوروس، فقد ظلت معه حتى وفاته.

## روابط خارجية
- هنري فورد الثاني على موقع IMDb (الإنجليزية)
- هنري فورد الثاني على موقع الموسوعة البريطانية (الإنجليزية)
- هنري فورد الثاني على موقع مونزينجر (الألمانية)
- هنري فورد الثاني على موقع ميوزك برينز (الإنجليزية)
- هنري فورد الثاني على موقع إن إن دي بي (الإنجليزية)